# Mondo Sex Head
Mondo Sex Head è un album di remix del cantante e regista statunitense Rob Zombie, pubblicato nel 2012. 

## Tracce
1. Thunder Kiss '65 (Number of the Beast Remix) (JDevil Remix) – 3:50
2. Living Dead Girl (Photek Remix) – 7:02
3. Let It All Bleed Out – 4:42 – Document One Remix
4. Foxy Foxy (Ki:Theory Remix) – 3:45
5. More Human Than Human (Big Black Delta Remix) – 4:06
6. Dragula (††† Remix) – 4:31
7. Pussy Liquor (Ki:Theory Remix) – 3:24
8. The Lords of Salem (Das Kapital Remix) – 7:10
9. Never Gonna Stop (Acid Mix) (Drumcorps Remix) – 3:27
10. Superbeast (Kraddy Remix) – 4:23
11. Devil's Hole Girls (featuring The Jane Antonia Cornish String Quartet) (Tobias Enhus Remix) – 4:12
12. Burn (Motherfucker Mix) (The Bloody Beetroots Remix) – 3:03
13. Mars Needs Women (Griffin Boice Remix) – 3:22

Tracce Bonus (Edizione Deluxe)
1. Thunder Kiss '65 (Tobacco Remix) – 2:54
2. Never Gonna Stop (Grind Mix) (Drumcorps Remix) – 2:11
3. Pussy Liquor (featuring El Mariachi Sol de Mexico) (Tobias Enhus Remix) – 4:53
4. Thunder Kiss '65 (Destructo Remix) – 4:24
5. More Human Than Human / Living Dead Girl / Burn (Full Metal Machine Mega Mix) (Jack Dangers Remix) – 8:14